# 阿尔赫西利亚
阿尔赫西利亚，是西班牙卡斯蒂利亚-拉曼恰瓜达拉哈拉省的一个市镇。总面积41平方公里，总人口94人（2001年），人口密度2人/平方公里。